# 로이 윌킨스 오디토리움
로이 윌킨스 오디토리움(영어: Roy Wilkins Auditorium)는 미국 미네소타주 세인트폴에 위치한 실내 경기장이다. 과거 IHL 세인트폴 세인츠와 WHA 미네소타 파이팅 세인츠 그리고 NBL/NBA 미니애폴리스 레이커스의 홈경기장으로 사용했다.